# مجتمع الفنون البلدي

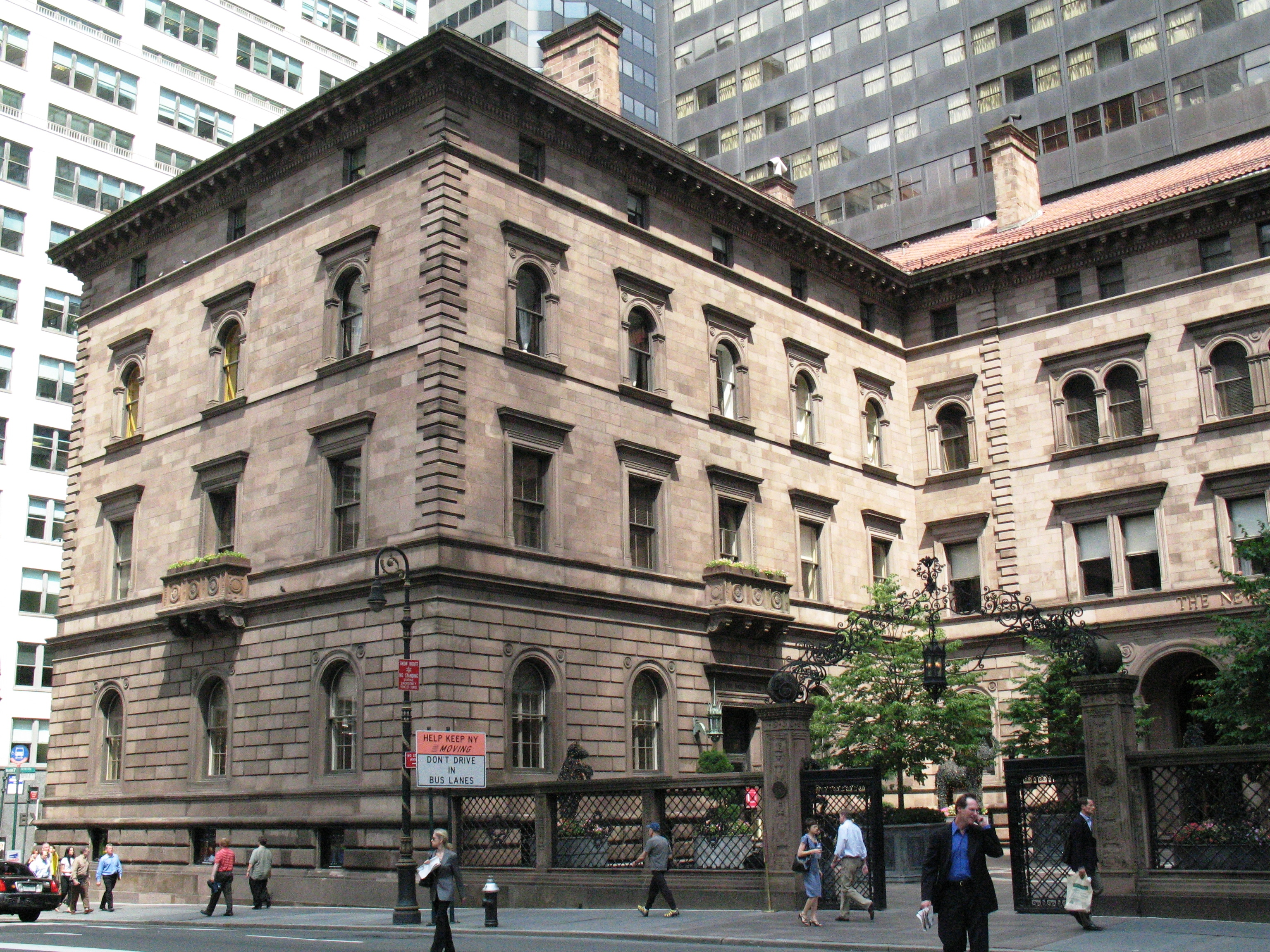
المقر السابق، منازل فيلارد في 457 شارع ماديسون

مجتمع الفنون البلدي في نيويورك ( ام أي اس) هي منظمة عضوية غير ربحية للحفاظ على البيئة في مدينة نيويورك، وتهدف إلى تشجيع التخطيط المدروس والتصميم الحضاري والأحياء الشاملة في جميع أنحاء المدينة.
تأسست المنظمة عام 1893. في يناير 2010 ، انتقلت ام أي اس من منزلها السابق في فيلارد التاريخية في 457 جادة ماديسون إلى قاعة شتاينواي غرب شارع ٥٧(عبر الشارع وشرق قاعة كارنيجي ). في يوليو 2014، انتقلت إلى مبنى لوك في 488 ماديسون أفينو، عبر الشارع من منزل فيلارد السابق.

## تاريخ

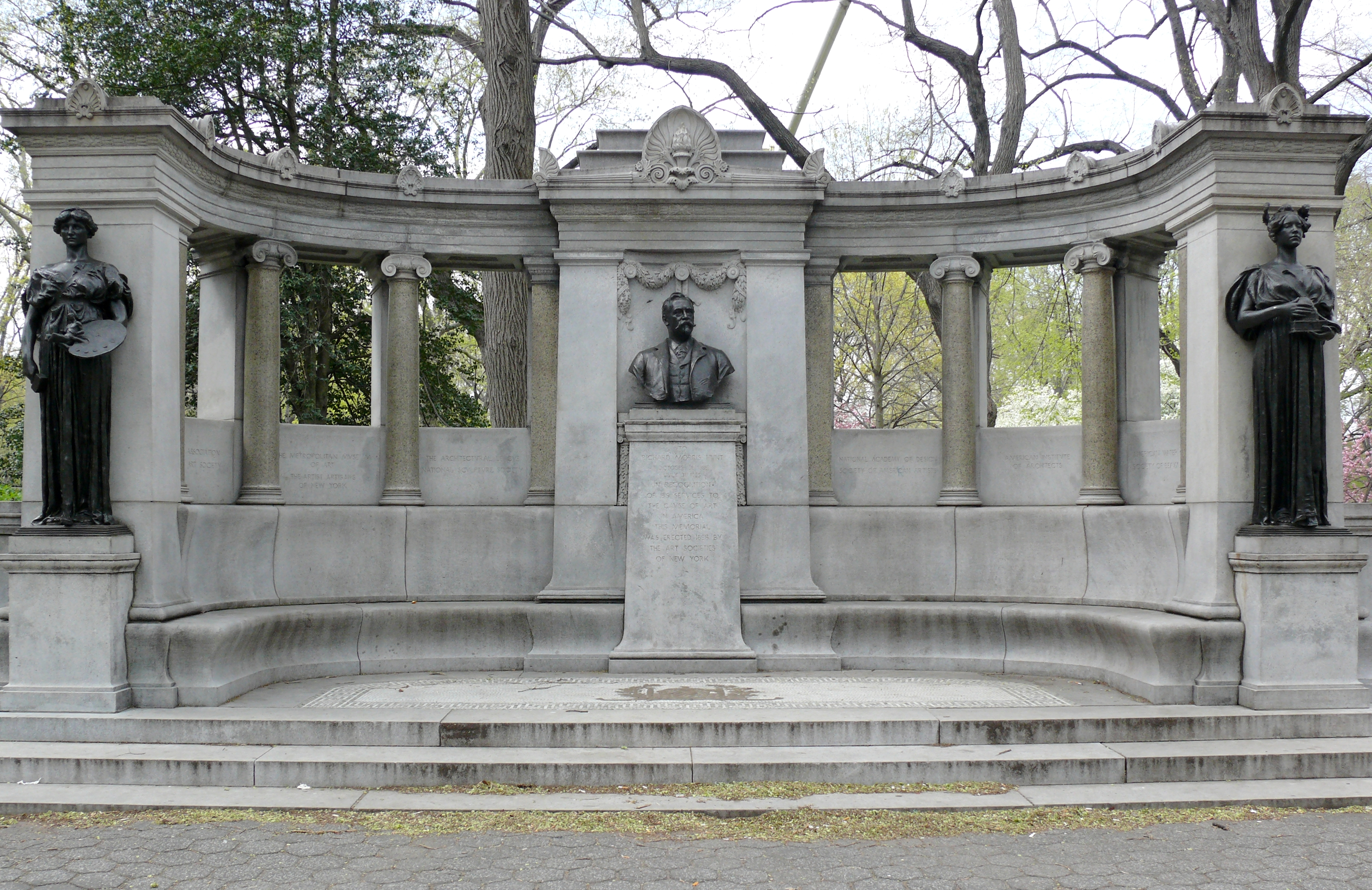
نصب ريتشارد موريس هانت التذكاري في سنترال بارك ، تكريمًا لمؤسس المنظمة

لقد شكلت جهود الدعوة التي تبذلها ام أي اس المدينة إلى حدٍ كبير مُنذ إنشائها في عام 1893. تشمل بعض إنجازاتهم المُبكرة تمرير قوانين تقسيم المناطق الأولى في المدينة ، والمساهمة في تخطيط خط مترو أنفاق المدينة ، والتكليف بالفن العام في جميع أنحاء المدينة .
في الخمسينات من القرن الماضي ، فُقدت الكثير من المباني المهمة في مانهاتن وذلك لإعادة تطوير المدينة ، وتوسعت مهمة ام أي اس لتشمل الموروث التاريخي . في عام 1956، ضغطت الجمعية حتى نجحت بإقرار قانون بارد، وذلك في عام 1956 والذي سَمح للمُدن لأول مرة بأخذ الجماليات والتاريخ والجمعيات الثقافية في عين الإعتبار في قوانين تقسيم المناطق . القانون الذي سُمي على اسم عضو مجلس إدارة ام أي اس مُنذ فترة طويلة والمحامي الرئيسي ، ألبرت س. بارد، قدم أساسًا قانونيًا لقانون معالم مدينة نيويورك ، الذي سُن في عام 1965 .
في عام 1965 ، ساعد السخط العام بسبب تدمير محطة بنسلفانيا وقصر بروكاو في دعم مهمة الجمعية نحو الحفاظ على البيئة . بمساعدة المجموعات ذات التفكير المماثل ، نجحوا أخيرًا في إنشاء لجنة الحفاظ على المعالم في نيويورك ، وقانون المعالم في نيويورك .
في عام 2001 ، بعد زوال شركة ترانس وورلد إيرلاينز ، تم إهمال مركز الطيران عبر العالم الأصلي ، الذي تم الانتهاء منه في عام 1962 وصممه إيرو سارينين . خلال هذه الفترة ، نجح مجتمع الفنون البلدي في عام 2004 في ترشيح المنشأة إلى قائمة «الصندوق الوطني للمحافظة على التراث» لأكثر 11 مكانًا معرضًا للخطر. 
في يونيو 2007 ، أصدرت ام أي اس مع تحالف واجهة متروبوليتان ووترفرونت فيلمًا وثائقيًا جديدًا حول مستقبل الواجهة البحرية في نيويورك بعنوان مدينة المياة . في سبتمبر 2007 ، افتتحت الجمعية معرضًا كبيرًا عن جين جاكوبس برعاية مؤسسة روكفلر.
يدير مجتمع الفنون البلدي المركز الحضاري ، وهو معرض في شارع ماديسون .    يعمل المعرض الذي تأسس في عام 1980  على دعم مجالات التخطيط والتصميم الحضاري في نيويورك ، وهو أيضًا موقع ورش عمل وندوات ومحاضرات وبرامج تعليمية أخرى الخاصة بتنمية المجتمع التابع لـ ام أي اس .  يشتمل المركز الحضاري أيضًا على متجر كتب متخصص في الهندسة المعمارية والتخطيط الحضاري والتصميم الحضاري والدراسات البيئية .
يقع المركز الحضاري في منازل فيلارد من 1980 إلى 2010 حيث انتقل إلى غرب شارع57. 

## روابط خارجية
- الموقع الرسمي